# 지한아
지한아(1976년 2월 11일~)는 KBS리포터로 데뷔한 대한민국의 배우이다.

## 출연작

### 영화
- 2022년 《외계+인》
- 2021년 《해피뉴이어》
- 2021년 《행복한 선물》
- 2018년 《힘을내요미스터리》
- 2018년 《7년의 밤》

### 드라마
- 2024년 KBS 《 함부로 대해줘 》
- 2023년 KBS 《진짜가 나타났다》
- 2023년 KBS 《두뇌공조》
- 2023년 MBC 《금혼령:조선혼인 금지령》
- 2022년 tvN 《블라인드》
- 2022년 MBC《비밀의집》
- 2021년 MBC 《 두번째남편》
- 2021년 KBS 《오케이광자매》
- 2021년 tVN 《마우스》
- 2020년 Jtbc 《런온》
- 2020년 KBS 《바람피면 죽는다》
- 2020년 tVN 《언어의 온도》
- 2019년 MBC 《모두다쿵따리》
- 2019년 넷플릭스 《킹덤》
- 2019년 tVN 《빅포레스트》

### 뮤직비디오
- 2021년 골든차일드 《안아줄께》 - 재현모 역

### 연극
- 서툰사람들, 영보화, 잊지말아요, 별주부전(마당극), 외 다수